# Likoundbiam
Likoundbiam est un village de la Région du Littoral du Cameroun, situé dans la commune de Ndom. 

## Population et développement
En 1967, la population de Likoundbiam était de 301 habitants, essentiellement des Babimbi du peuple Bassa. La population de Likoundbiam était de 401 habitants dont 194 hommes et 207 femmes, lors du recensement de 2005.  